# Diplopie

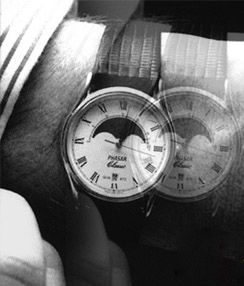
Darstellung, wie eine Person Doppelbilder wahrnehmen kann

Diplopie (Synonyme: Doppelsehen, Doppelbilder) ist in der Regel eine Störung des beidäugigen Sehens, die die dauerhafte oder zeitweise Wahrnehmung identischer Objekte an verschiedenen Orten im Raum zur Folge hat. Sie wird bei einem schielenden Auge durch die Projektion von Bildeindrücken auf Netzhautstellen ausgelöst, die eine unterschiedliche Raumlokalisation zu denen aufweisen, auf denen das Objekt am nicht schielenden Auge abgebildet wurde. Je nachdem, welche Augenmuskeln betroffen sind, kann die Lage von Doppelbildern horizontal, vertikal oder verkippt sein. Zudem kann ihr Abstand in Abhängigkeit von der Blickrichtung stark variieren.
Diplopie kann u. a. mit folgenden Krankheitsbildern einhergehen, die als ein zentrales Symptom eine Augenmuskelgleichgewichtsstörung aufweisen:
- Läsionen der für die motorische Versorgung der Augenmuskeln zuständigen Hirnnerven (Lähmungsschielen): Nervus oculomotorius, Nervus abducens oder Nervus trochlearis
- Störung der neuromuskulären Reizübermittlung wie bei Myasthenia gravis pseudoparalytica oder einigen Vergiftungen (Botulismus)
- mechanische Einschränkungen im Bereich der Orbita (z. B. Orbitabodenfraktur, Brown-Syndrom oder raumfordernde Prozesse)
- entzündliche Prozesse wie eine endokrine Orbitopathie
- frühkindliches Schielen
- normosensorisches Spätschielen
- dekompensierende Heterophorien
- zentrale Fusionsstörung bei Alkoholabusus.

Eine weitere Form der Diplopie, die keinen pathologischen Hintergrund hat, nennt man physiologische Diplopie. Diese tritt auf, wenn sich auf der Netzhaut projizierte Objekte außerhalb der Grenzen des sogenannten Panumareals befinden.
Doppelbilder können in bestimmten Fällen und je nach Befund auf optischem Weg mit Prismen korrigiert werden, was aber nicht deren auslösende Ursachen behandelt. Umgekehrt bedeutet dies, dass Doppelbilder auch durch Prismen ausgelöst werden können.

## Monokulare Diplopie
Wenn die Diplopie mit nur einem Auge wahrgenommen wird (monokulare Diplopie), können u. a.  Hornhautveränderungen wie Keratokonus, ein grauer Star oder andere Läsionen der brechenden Medien als Grund hierfür in Frage kommen. In sehr seltenen Fällen kann monokulare Diplopie auch das unerwünschte Resultat einer intensiven, pleoptischen Amblyopiebehandlung sein. Monokulare Doppelbilder können auch entstehen, wenn das Auge Abbildungsfehler höherer Ordnung wie Kleeblatt, Koma oder sphärische Aberration aufweist. Solche Abbildungsfehler können mit entsprechenden Brillengläsern häufig korrigiert werden.
Zerebrale Polyopie
Eine sehr seltene Form von monokularer Diplopie ist deren Wahrnehmung mit beiden Augen, also abwechselnd mit dem rechten und dem linken Auge, je nachdem welches gerade geöffnet ist (zerebrale Polyopie). Auslöser hierfür können neben psychosomatischen Aspekten organische Störungen in Form von erworbenen Läsionen im Bereich des visuellen Cortex sein.